# Linum orizabae
Linum orizabae är en linväxtart som beskrevs av Jules Émile Planchon. Linum orizabae ingår i släktet linsläktet, och familjen linväxter. Inga underarter finns listade i Catalogue of Life.